# Sean O'Malley
Sean Daniel O'Malley (Helena, 24 de outubro de 1994), também conhecido como “Suga” Sean, é um lutador profissional de MMA norte-americano. O'Malley é ex-campeão mundial do peso-galo do UFC.

## Vida pessoal
O'Malley é um entusiasta do cannabis e um grande fã de Nate Diaz. Ele tem um grande interesse por games.
Sean O’Malley era vegano até 2018.

## Carreira no MMA

### Ultimate Fighting Championship
O'Malley' fez sua estreia no UFC contra Terrion Ware em 1 de Dezembro de 2017 no The Ultimate Fighter 26 Finale.  O'Malley venceu por decisão unânime.
O'Malley enfrentou Andre Soukhamthath em 3 de março de 2018 no UFC 222: Cyborg vs. Kunitskaya. Ele venceu por decisão unânime.
O'Malley enfrentou José Alberto Quiñónez no UFC 248: Adesanya vs. Romero em 7 de março de 2020. Ele venceu por nocaute técnico no primeiro round.
Sua quarta luta no UFC veio contra Eddie Wineland em 6 de junho de 2020 no UFC 250: Nunes vs. Spencer. Ele venceu por nocaute no primeiro round.

#### Cinturão do peso-galo
O'Malley enfrentou Aljamain Sterling pelo Cinturão Peso Galo do UFC em 19 de agosto de 2023 no UFC 292. Ele ganhou o título por nocaute técnico no início do segundo assalto. Isso lhe rendeu outro bônus de Performance da Noite.
Para sua primeira defesa de título, O'Malley enfrentou Marlon Vera em uma revanche em 9 de março de 2024, no UFC 299. Ele defendeu seu título por decisão unânime. Isso lhe rendeu seu sexto prêmio de bônus de Performance da Noite.
Para sua segunda defesa de título, O'Malley enfrentou Merab Dvalishvili em 14 de setembro de 2024 no evento principal do UFC 306. Ele perdeu a luta por decisão unânime.

## Cartel no MMA
| Cartel no MMA   |             |            |
| 22 lutas        | 18 vitórias | 3 derrotas |
| Por nocaute     | 12          | 1          |
| Por finalização | 1           | 1          |
| Por decisão     | 5           | 1          |
| No contest      | 1           | 1          |

| Res.    | Cartel   | Oponente              | Método                                    | Evento                                            | Data       | Round | Tempo | Local                  | Notas                                                       |
| ------- | -------- | --------------------- | ----------------------------------------- | ------------------------------------------------- | ---------- | ----- | ----- | ---------------------- | ----------------------------------------------------------- |
| Derrota | 18–3 (1) | Merab Dvalishvili     | Finalização (estrangulamento norte-sul)   | UFC 316: O'Malley vs. Dvalishvili 2               | 07/06/2025 | 3     | 4:42  | Newark, Nova Jérsia    | Disputa pelo Cinturão Peso Galo do UFC.                     |
| Derrota | 18–2 (1) | Merab Dvalishvili     | Decisão (unânime)                         | UFC 306: O'Malley vs. Dvalishvili                 | 14/09/2024 | 5     | 5:00  | Las Vegas, Nevada      | Perdeu o Cinturão Peso Galo do UFC.                         |
| Vitória | 18-1 (1) | Marlon Vera           | Decisão (unânime)                         | UFC 299: O'Malley vs. Vera 2                      | 09/03/2024 | 5     | 5:00  | Miami, Flórida         | Defendeu o Cinturão Peso Galo do UFC; Performance da Noite. |
| Vitória | 17-1 (1) | Aljamain Sterling     | Nocaute Técnico (socos)                   | UFC 292: Sterling vs. O'Malley                    | 19/08/2023 | 2     | 0:51  | Boston, Massachusetts  | Ganhou o Cinturão Peso Galo do UFC; Performance da Noite.   |
| Vitória | 16-1 (1) | Petr Yan              | Decisão (dividida)                        | UFC 280: Oliveira vs. Makhachev                   | 22/10/2022 | 3     | 5:00  | Abu Dhabi              | Luta da Noite.                                              |
| NC      | 15-1 (1) | Pedro Munhoz          | Sem Resultado (dedada acidental no olho)  | UFC 276: Adesanya vs. Cannonier                   | 02/07/2022 | 2     | 1:51  | Las Vegas, Nevada      | Uma dedada acidental no olho de Munhoz parou a luta.        |
| Vitória | 15-1     | Raulian Paiva         | Nocaute Técnico (socos)                   | UFC 269: Oliveira vs. Poirier                     | 11/12/2021 | 1     | 4:42  | Las Vegas, Nevada      | Performance da Noite.                                       |
| Vitória | 14-1     | Kris Moutinho         | Nocaute Técnico (socos)                   | UFC 264: Poirier vs. McGregor 3                   | 10/07/2021 | 3     | 4:33  | Las Vegas, Nevada      | Luta da Noite.                                              |
| Vitória | 13-1     | Thomas Almeida        | Nocaute (socos)                           | UFC 260: Miocic vs. Ngannou 2                     | 27/03/2021 | 3     | 3:52  | Las Vegas, Nevada      | Performance da Noite.                                       |
| Derrota | 12-1     | Marlon Vera           | Nocaute Técnico (cotoveladas e socos)     | UFC 252: Miocic vs. Cormier 3                     | 15/08/2020 | 1     | 4:40  | Las Vegas, Nevada      |                                                             |
| Vitória | 12-0     | Eddie Wineland        | Nocaute (soco)                            | UFC 250: Nunes vs. Spencer                        | 06/06/2020 | 1     | 1:54  | Las Vegas, Nevada      | Performance da Noite.                                       |
| Vitória | 11-0     | José Alberto Quiñónez | Nocaute Técnico (chute na cabeça e socos) | UFC 248: Adesanya vs. Romero                      | 07/03/2020 | 1     | 2:02  | Las Vegas, Nevada      | Performance da Noite.                                       |
| Vitória | 10-0     | Andre Soukhamthath    | Decisão (unânime)                         | UFC 222: Cyborg vs. Kunitskaya                    | 03/03/2018 | 3     | 5:00  | Las Vegas, Nevada      | Luta da Noite.                                              |
| Vitória | 9-0      | Terrion Ware          | Decisão (unânime)                         | The Ultimate Fighter: A New World Champion Finale | 01/12/2017 | 3     | 5:00  | Las Vegas, Nevada      | Estreia no UFC.                                             |
| Vitória | 8-0      | Alfred Khashakyan     | Nocaute (soco)                            | Dana White's Contender Series 2                   | 18/07/2017 | 1     | 4:14  | Las Vegas, Nevada      |                                                             |
| Vitória | 7-0      | David Nuzzo           | Nocaute (chute rodado)                    | LFA 11                                            | 05/05/2017 | 1     | 2:15  | Phoenix, Arizona       |                                                             |
| Vitória | 6-0      | Irvin Veloz           | Nocaute (soco)                            | EB: Beatdown 20                                   | 18/03/2017 | 1     | 2:34  | New Town, North Dakota |                                                             |
| Vitória | 5-0      | Tycen Lynn            | Nocaute (chute na cabeça)                 | Intense Championship Fighting 26                  | 21/10/2016 | 2     | 2:57  | Great Falls, Montana   | Retornou aos Galos.                                         |
| Vitória | 4-0      | Mark Coates           | Decisão (unânime)                         | Intense Championship Fighting 23                  | 07/11/2015 | 3     | 5:00  | Helena, Montana        | Estreia nos Moscas.                                         |
| Vitória | 3-0      | Omar Avelar           | Finalização (mata leão)                   | Intense Championship Fighting 20                  | 21/08/2015 | 1     | 2:55  | Great Falls, Montana   |                                                             |
| Vitória | 2-0      | Shane Sargent         | Nocaute (soco)                            | Intense Championship Fighting 19                  | 03/07/2015 | 1     | 2:03  | Choteau, Montana       |                                                             |
| Vitória | 1-0      | Josh Reyes            | Nocaute Técnico (socos)                   | Intense Championship Fighting 17                  | 06/03/2015 | 1     | 1:33  | Great Falls, Montana   |                                                             |